# 大宮南部浄化センター

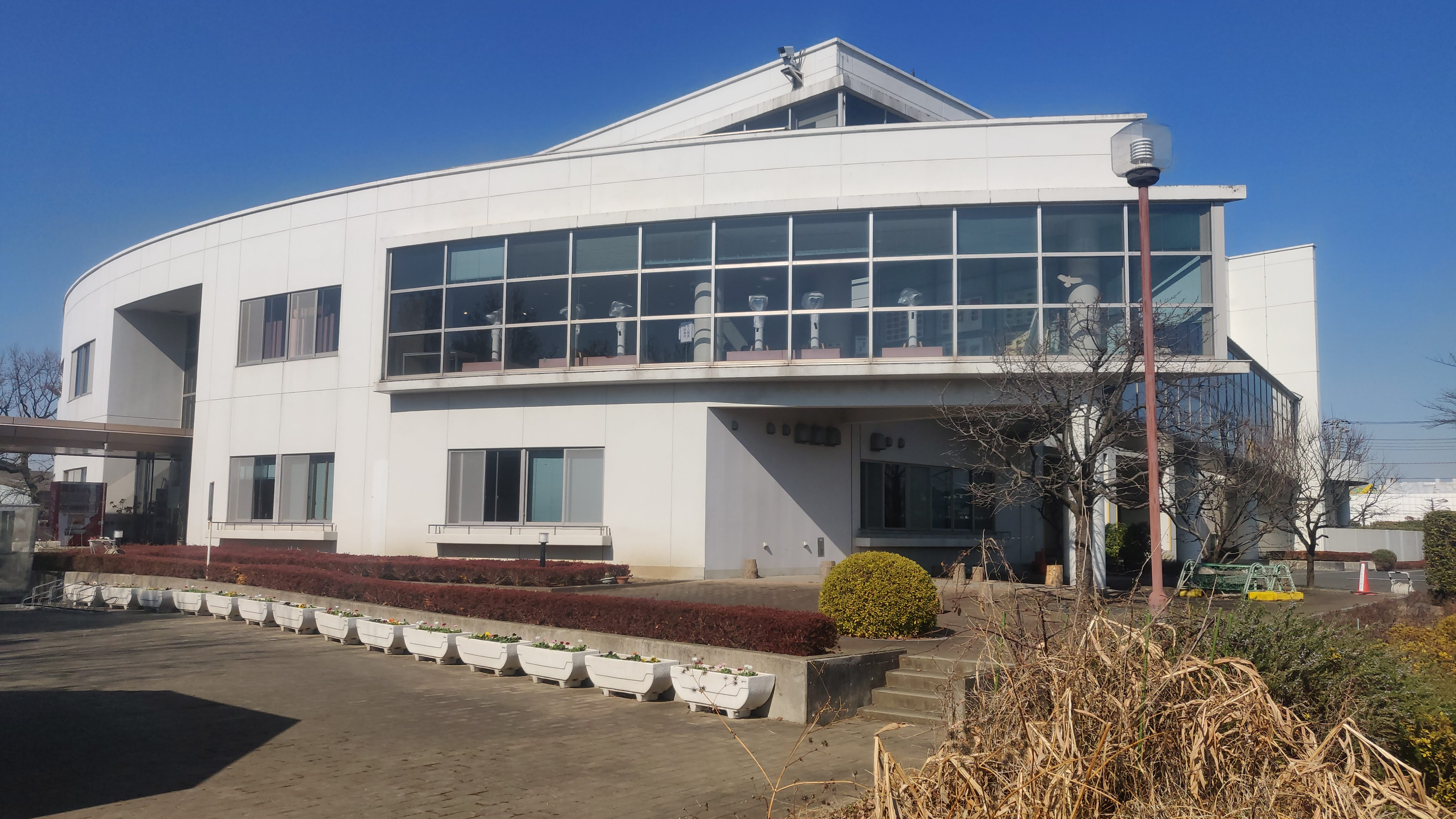
大宮南部浄化センター内、みぬま見聞館の外観写真

大宮南部浄化センター（おおみやなんぶじょうかセンター）は、埼玉県さいたま市見沼区にある屎尿処理施設である。さいたま市によって運営されている。

## 概要
1960年（昭和35年）に「大宮市第一衛生処理場」として旧大宮市により開設。しかし、急激な都市化で処理能力が限界を突破して、処理しきれない屎尿を深夜に直接芝川へ放流していた事が1977年（昭和52年）に発覚して、当時の大宮市長であった秦明友が翌年に辞任した。そして処理能力の強化・向上工事が行われ、完了した1981年（昭和56年）に「大宮市南部浄化センター」に改称。2001年（平成13年）5月に現在の名称となった。
汚泥再生処理センターとして、2001年3月に最新鋭の膜処理と高度処理方式を採用し、稼働を始めた。隣接する浦和区大原には、下水道部下水処理センター（旧大宮市の単独公共下水道の処理施設として1966年に開設）がある。屎尿・浄化槽汚泥の一日の処理能力は179kLである。
限外ろ過膜を使用した高負荷運転で汚れを除去したあと、活性炭吸着塔を通し、殺菌・消毒して無色・無臭の環境にやさしい処理水として芝川に放流している。
また、かつての見沼田圃内に位置していることもあり、環境学習施設であるみぬま見聞館・自然庭園を併設している。見沼地域の昔からの雑木林やせせらぎ、湿地帯等を復元した庭園となっている。施設内には環境図書館や双眼鏡を設置している。入館料は無料。開館は第四土曜日・年末年始を除く、午前9時から午後5時まで。

## 所在地
- 埼玉県さいたま市見沼区大字上山口新田508番地1

## アクセス
- JR大宮駅東口より 東武バス「天沼循環」観音前下車 徒歩10分または、国際興業バス「中川循環」宝乗院下下車 徒歩5分
- JRさいたま新都心駅東口より徒歩25分